# Gladys Ngetich
Gladys Chepkirui Ngetich (sinh vào khoảng năm 1991) là một kĩ sư người Kenya, và là một người nhận học bổng Rhodes đang theo đuổi một tấm bằng Tiến sĩ chuyên ngành kỹ thuật hàng không vũ trụ tại Đại học Oxford, thuộc Vương quốc Anh. Cô là người nhận Học bổng nghiên cứu sinh Tanenbaum và giải thưởng mang tên Babaroa Excellence Award.

## Tiểu sử và học vấn
Ngetich sinh ra tại Amalo Village, tại huyện Nakuru vào khoảng năm 1991. Cô theo học trường tiểu học Lelaibei tại Olenguruone. Cô học tại trường trung học cơ sở Mercy Girls' tại Kericho. Cô được nhận vào Đại học Nông nghiệp và Kĩ thuật Jomo Kenyatta, tốt nghiệp với bằng Cử nhân khoa học chuyên ngành Kỹ thuật cơ khí vào năm 2013.
Vào năm 2015, Ngetich gia nhập Đại học Oxford theo diện Học bổng Rhodes để theo đuổi một tấm bằng Tiến sĩ chuyên ngành Kĩ thuật hàng không vũ trụ. Vào năm 2016, cô đạt được một Học bổng nghiên cứu sinh Tanenbaum, một học bổng thường niên được trao tặng cho những người được nhận học bổng Rhodes để tham gia một chương trình đa ngành tại Israel. Vào năm 2018, Ngetich được vinh danh là một Skoll World Forum Fellow cho những cống hiến mà cô đã có được tại Kenya để trao quyền cho con gái và phụ nữ. Gladys kèm cặp cho những sinh viên đại học chuyên ngành kĩ sư tại Đại học Oriel, thuộc Oxford.

## Thành tựu
Vào năm 2018, Ngetich được công nhận với một tấm bằng sáng chế trong sự cộng tác với Rolls-Royce Plc. Các công trình nghiên cứu của cô đã được xuất hiện trong BBC Science và Oxford Science Blog and Medium. Cô nhận được Giải thưởng ASME IGTI Young Engineer Turbo Expo Participation Award, cho bài viết của cô tại Hội nghị năm 2018 Annual American Society of Mechanical Engineers (ASME).